# Isham Park
Isham Park est un parc d'environ 2,5 hectares situé dans le quartier d'Inwood, dans le nord de Manhattan, à New York, États-Unis. Localisé à deux pas d'Inwood Hill Park, Isham Park est entouré par Broadway, Isham Street, Seaman Avenue et les  214e et  215e rues.
Le parc est surtout connu pour sa partie méridionale où des affleurements de  marbres datant de la période cambrienne sont visibles.

## Histoire
En 1864, William B. Isham (en), un riche marchand de cuir, acheta le terrain de l'actuel Isham Park. En 1912, la fille d'Isham, Julia Isham Taylor fit don d'une partie de sa propriété à la ville, en mémoire de son père. La fille de Julia Isham Taylor, Flora, fit de même en 1916. La ville acquit également des terrains en 1925 et 1927, ce qui permit de créer Isham Park. Ces achats successifs expliquent pourquoi le parc a une forme irrégulière,.